# John Essien
John Essien – ghański piłkarz grający na pozycji lewego pomocnika. W swojej karierze grał w reprezentacji Ghany.

## Kariera klubowa
W swojej karierze piłkarskiej Essien grał w klubie Sekondi Hasaacas FC.

## Kariera reprezentacyjna
W 1982 roku Badu został powołany do reprezentacji Ghany na Puchar Narodów Afryki 1982. Wywalczył z nią mistrzostwo Afryki. Na tym turnieju zagrał w trzech meczach: grupowym z Tunezją (1:0), w którym strzelił gola, półfinałowym z Algierią (3:2) i w finale z Libią (1:1, k. 7:6).